# Трговина сексом
Трговина сексом (енгл. Sex trafficking) је облик трговине људима у коме се жртва наводи на присилан рад у секс индустрији, најчешће проституцији.
Жртве су најчешће жене и малолетне особе оба пола, које се доводе из економски угрожених земаља и присилино задржавају у земљама такозваног Првог света где се вишеструко трауматизују. Поред жена, жртве трговине белим робљем могу бити и мушкарци, али ређе. 
За разлику од кријумчарења и класичне проституције, трговину белим робљем одликује недостатак добровољности. Трговина белим робљем вишеструко крши конвенције Уједињених нација о људским правима, као и законодавства земаља порекла, транзита и дестинације жртве. У новије време, развијају се посебни национални координациони тимови, специјализоване НВО и услуге прихвата и третмана жртава трафикинга, са циљем успешне репатријације и реинтеграције у матично друштво.